# Exocentrus insularis
Exocentrus insularis är en skalbaggsart som först beskrevs av Fisher 1925.  Exocentrus insularis ingår i släktet Exocentrus och familjen långhorningar.
Artens utbredningsområde är Filippinerna. Inga underarter finns listade i Catalogue of Life.